# Alain Mafart
Alain Michel Yves Mafart (* 1951) ist ein französischer Offizier, der in Neuseeland wegen Totschlag verurteilt wurde. Er war an der Aktion des französischen Geheimdienstes beteiligt, bei der am 10. Juli 1985 das Schiff der Organisation Greenpeace Rainbow Warrior in Auckland versenkt und der niederländische Fotograf Fernando Pereira getötet wurde.
Mafart war Agent des DGSE und im Dienstgrad eines Majors stellvertretender Kommandeur eines Trainingscenters der französischen Marine in Korsika. Er wurde nach dem Anschlag auf das Schiff und dem Tod des Fotografen von der neuseeländischen Polizei festgenommen und zusammen mit seiner Kollegin Dominique Prieur angeklagt. Aufgrund eines strafprozessualen Deals bekannten sich beide für schuldig und wurden nicht wegen Mordes, sondern wegen Totschlags („manslaughter“) angeklagt. Sie wurden am 22. November 1985 zu einer Haftstrafe von 10 Jahren verurteilt. Aufgrund eines internationalen Abkommens zwischen Frankreich und Neuseeland durften die Verurteilten die Haftzeit auf der Insel Hao in Französisch-Polynesien verbringen.
Am 14. Dezember 1987 wurde Mafart nach Paris gebracht, da er über Magenschmerzen klagte. Er kehrte nie nach Französisch-Polynesien zurück, was einen Verstoß gegen das Abkommen mit Neuseeland darstellte. 1988 schrieb er sich in der Militärakademie École supérieure de guerre in Paris ein.
Mafart wurde im Dezember 1993 zum Oberst befördert.
Er schrieb ein Buch über seine Rolle in dem Anschlag mit dem Titel Carnets secrets d’un nageur de combat: Du Rainbow Warrior aux glaces de l’Arctique (Geheime Notizen eines Kampfschwimmers: Von der Rainbow Warrior zum arktischen Eis).